# Kanton Châteauroux-3
Der Kanton Châteauroux-3 ist seit 2015 ein französischer Wahlkreis im Arrondissement Châteauroux, im Département Indre und in der Region Centre-Val de Loire.

## Gemeinden
Der Kanton besteht aus einem Teil der Stadt Châteauroux mit insgesamt 17.871 Einwohnern (Stand: 2022):